# From the Heart (televisiefilm)
From the Heart (ook wel Follow your Heart) is een Amerikaanse televisiefilm van Hallmark Channel uit 2020. De romantische film is geregisseerd door Sandra L. Martin.
De film is voornamelijk opgenomen in Mountain View en Stone County, Arkansas.

## Plot
Het verhaal gaat over Kathy Yoder, een schrijfster van reisboeken, die onverwachts te horen krijgt dat haar vader is overleden. Ze keert terug naar haar geboortedorp, een Amish-gemeenschap, om de zaken af te handelen. Hier wordt ze aan haar vroege leven én haar eerste liefde, Isaac, herinnerd. Ze moet een keuze maken of ze terug wil of verder gaat als schrijfster.

## Rolverdeling
- Galadriel Stineman als Kathy Yoder
- Kevin Joy als Isaac Mast
- Jonathan Patrick Moore als Jack Burley
- Madison Lawlor als Miriam
- Karla Mosley als Evelyn
- Laura Shatkus als Hazel
- Remi Hilson als Sarah Mast
- Scott McLean Harrison als Amos
- Scott Cordes als meneer Russo